# ستيفن لينون
ستيفن لينون (بالإنجليزية: Steven Lennon)‏ (20 يناير 1988 في المملكة المتحدة - ) هو لاعب كرة قدم بريطاني في مركز الهجوم. شارك مع منتخب اسكتلندا تحت 19 سنة لكرة القدم ومنتخب اسكتلندا تحت 21 سنة لكرة القدم. أما مع النوادي، فقد لعب مع فيمليكافيلاغ هافنارفيارذار ونادي دوندالك ونادي رينجرز ونادي فرام ونيوبورت كونتي ولينكولن سيتي أف سي وSandnes Ulf ‏ ونادي بارتيك ثيسل.

## وصلات خارجية
- ستيفن لينون على موقع قاعدة بيانات كرة القدم.إي يو (الإنجليزية)
- ستيفن لينون على موقع Soccerbase.com (لاعب) (الإنجليزية)
- ستيفن لينون على موقع Soccerway.com (الإنجليزية)